# Solanum lycopersicum
Il pomodoro (Solanum lycopersicum L., 1753) è una pianta annuale della famiglia delle Solanacee. I suoi frutti, dal caratteristico colore rosso, sono largamente utilizzati in ambito alimentare in molti paesi del mondo, anche per fare le tradizionali salse e conserve. 

## Etimologia
Il termine pomodoro è da attribuire al botanico senese Pietro Andrea Mattioli che per primo documentò il frutto in Italia nel suo Medici Senensis Commentarii del 1544, dove lo definì mala aurea. Lo stesso botanico lo ha tradotto letteralmente in italiano come "pomo d'oro" (per il suo caratteristico colore giallo oro prima dell'ultima fase di maturazione) prima nel suo Commentario a Dioscoride (1574) e poi nel suo Herbarius.

## Descrizione

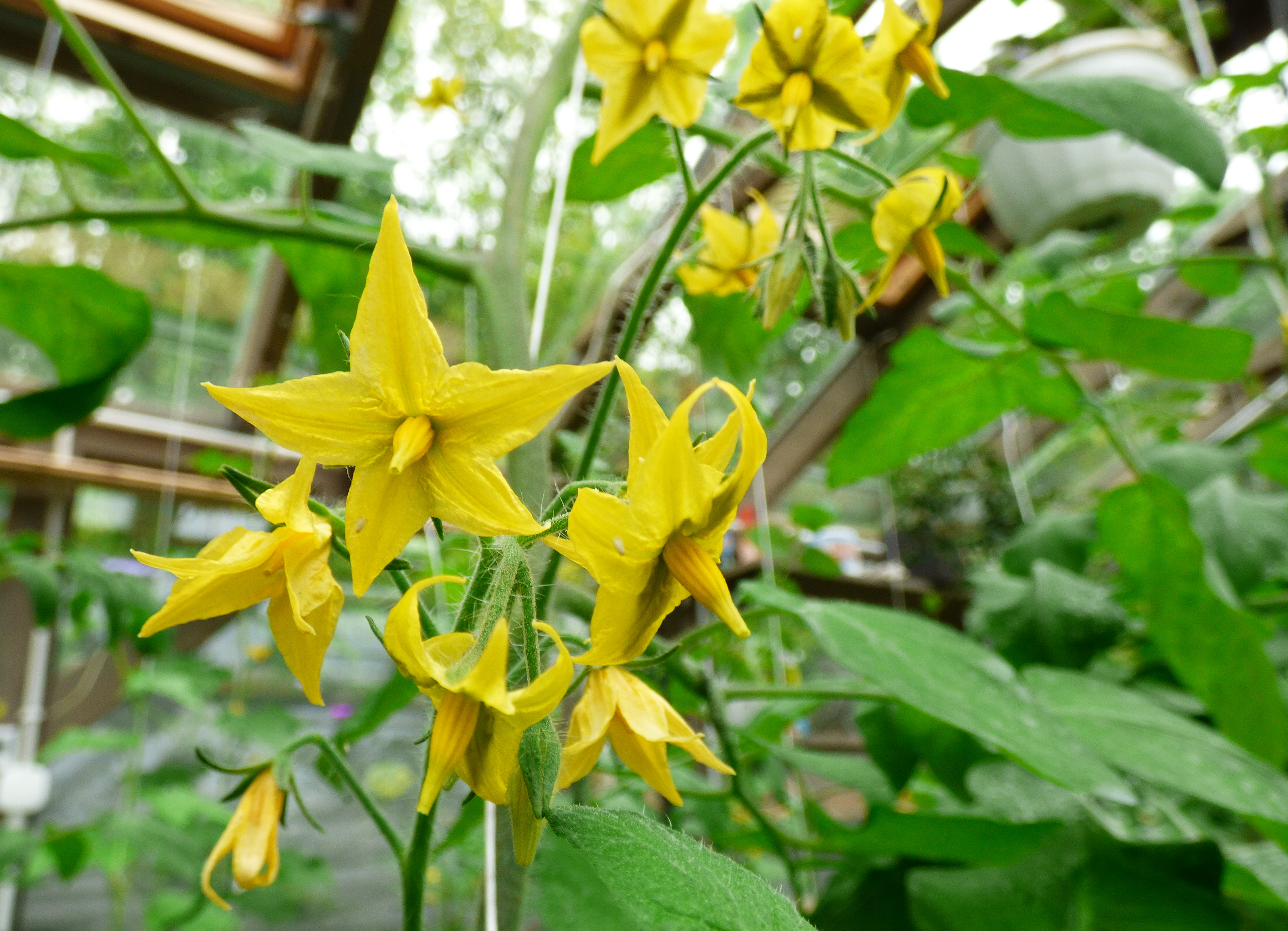
Fiori di pomodoro

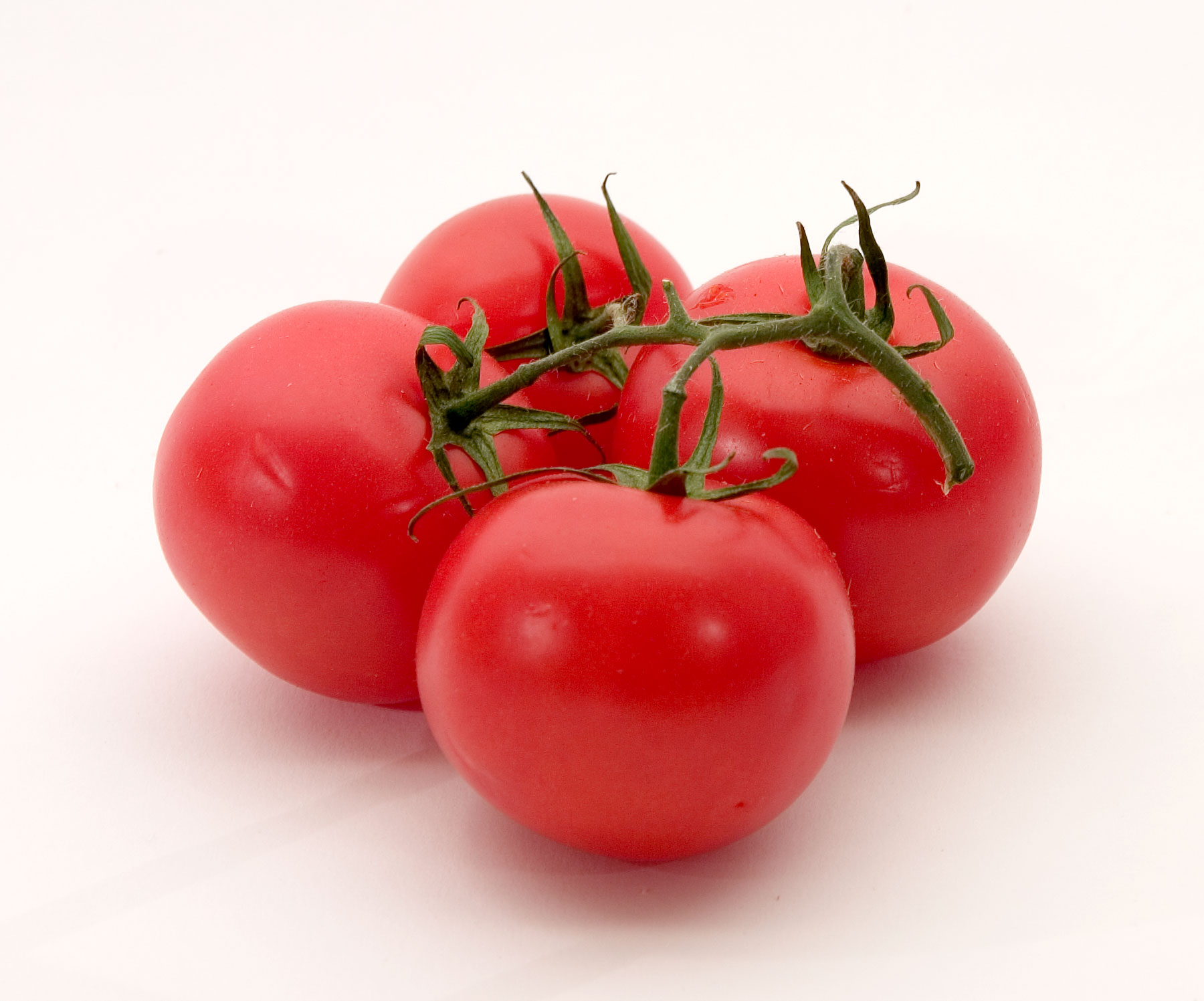
Pomodori

Le piante di pomodoro sono piante rampicanti, diventano decumbenti e possono crescere fino a 3 m; le varietà da cespuglio non superano generalmente i 100 centimetri di altezza. Sono piante perenni, spesso coltivate come annuali.
Le piante di pomodoro sono dicotiledoni. Crescono come una serie di steli ramificati, con una gemma terminale all'estremità che provvede alla crescita vera e propria. Quando la punta smette di crescere, sia a causa della potatura o della fioritura, le gemme laterali crescono in nuovi tralci completamente funzionali. I tralci di pomodoro sono solitamente pubescenti, cioè ricoperti da peli corti e sottili. I peli facilitano il processo di crescita, trasformandosi in radici ovunque la pianta sia a contatto con il terreno e l'umidità, soprattutto se il collegamento dello stelo con la sua radice originale è stato danneggiato o reciso. Le foglie sono lunghe 10–25 cm lungo, pennate, con cinque o nove foglioline e ogni fogliolina è lunga fino a 8 cm, con margine seghettato; sia il fusto che le foglie sono densamente pelosi.
I fiori del pomodoro sono bisessuali e possono autofecondarsi. Quando i pomodori vennero spostati dalle loro aree native, i loro impollinatori tradizionali (probabilmente una specie di Halictidae) non si spostarono con loro. La caratteristica dell'autofertilità è diventata un vantaggio e sono state selezionate cultivar domestiche di pomodoro per massimizzare questa caratteristica. Questo non è la stessa cosa dell'autoimpollinazione, nonostante si affermi comunemente che i pomodori la svolgano in questo modo. Il fatto che i pomodori si impollinino male senza aiuti esterni è chiaramente dimostrato nelle coltivazioni in serra, dove l'impollinazione deve essere aiutata da vento artificiale, dalla vibrazione delle piante o da bombi allevati.
I fiori si sviluppano sul meristema apicale. Hanno le antere fuse lungo i bordi, formando una colonna che circonda lo stilo del pistillo. Le antere si piegano formando una struttura conica che circonda lo stigma. I fiori gialli, con cinque lobi appuntiti sulla corolla misurano 1–2 cm di diametro; sono portati in una infiorescenza composta da tre a dodici fiori.
Il frutto si sviluppa dall'ovario della pianta dopo la fecondazione e la sua polpa è costituita dalle pareti del pericarpo. Il frutto contiene dei loculi, spazi vuoti pieni di semi. Questi variano a seconda delle varietà coltivate. Alcune varietà più piccole hanno due loculi; le varietà a forma di globo ne hanno in genere da tre a cinque; i pomodori grandi hanno un gran numero di piccoli loculi; e i pomodori datterini hanno pochissimi, piccoli loculi. Per la propagazione, i semi devono provenire da un frutto maturo e devono essere leggermente fermentati per rimuovere il rivestimento esterno gelatinoso e quindi essiccati prima dell'uso.

## Distribuzione e habitat
L'areale nativo del pomodoro è il Perù, ma ora è coltivato e diffuso in tutto il mondo, crescendo principalmente nel bioma tropicale umido.

## Storia
La data esatta della domesticazione è sconosciuta; già nel 500 a.C. veniva coltivato nel Messico meridionale e probabilmente in altre aree. La varietà grande del pomodoro, una mutazione di un frutto più liscio e più piccolo, ha avuto origine in Mesoamerica e potrebbe essere l'antenato diretto di alcuni moderni pomodori coltivati.
Il pomodoro è una bacca nativa della zona dell'America centrale, del Sudamerica e della parte meridionale dell'America Settentrionale. Gli Aztechi coltivavano diverse varietà di pomodoro, tra cui i pomodori rossi chiamati xitomatl e tomatillo chiamati tomatl. La bacca in questione era parte integrante della cucina azteca. Si affermava anche che il pomodoro avesse proprietà afrodisiache e sarebbe questo il motivo per cui i francesi originariamente lo definivano pomme d'amour, "pomo d'amore". Si dice, inoltre, che, dopo la sua introduzione in Europa, sir Walter Raleigh avrebbe donato una pianta di pomodoro carica dei suoi frutti alla regina Elisabetta, battezzandola con il nome di apples of love ("pomi d'amore").
La data del suo arrivo in Europa è il 1540, quando il condottiero spagnolo Hernán Cortés rientrò in patria con alcune piantine, la cui coltivazione diffusa si ebbe tuttavia solo nella seconda metà del XVII secolo.
In Italia la storia documentata del pomodoro inizia a Pisa il 31 ottobre 1548, quando Cosimo de' Medici ricevette dalla sua tenuta fiorentina di Torre del Gallo un cesto dei pomodori nati da semi regalati alla moglie, Eleonora di Toledo, dal padre, Viceré del Regno di Napoli. Appare verosimile, però, che la prima regione italiana a conoscere la nuova pianta fu la Sicilia, per la diretta influenza della Spagna sull'isola; sembra infatti che da lì provengano le ricette italiane a base di pomodoro più antiche.
Tuttavia, già nel 1572 in una lettera di Costanzo Felici a Ulisse Aldrovandi si fa riferimento ad una varietà di colore "rosso gagliardamente", che poi venne selezionata nel tempo e divenne prevalente.
Inizialmente si pensò che fosse una pianta velenosa, in quanto somigliava all'erba morella. Difatti, di fronte al dubbio, venne adottata assieme alla patata e a quella americana, come pianta decorativa. I più ricchi situavano questi vegetali stranieri in bei vasi che ornavano le finestre e i cortili. I primi pomodori che arrivarono in Spagna furono piantati nell'orto del medico e botanico Nicolàs Monardes Alfaro, autore del libro Delle cose che vengono portate dall'Indie Occidentali pertinenti all'uso della medicina (1565-1574): per la prima volta il pomodoro viene inteso come coltura con proprietà curative. Gradualmente si comprese che poteva avere un utilizzo farmacologico e gastronomico.
Il frutto della pianta di pomodoro in Perù veniva mangiato, mentre in Europa all'inizio della sua introduzione aveva valore ornamentale, viste le bacche color oro. Nel 1640 la nobiltà di Tolone regalò al cardinale Richelieu, come atto di ossequio, quattro piante di pomodoro, e sempre in Francia era usanza per gli uomini offrire piantine di pomodoro alle dame, come atto d'amor gentile. Così, la coltivazione del pomodoro, come pianta ornamentale, dalla Spagna, forse attraverso il Marocco o più probabilmente attraverso il Regno di Napoli, allora di monarchia spagnola, si diffuse in tutto il bacino del Mediterraneo, trovando il clima adatto per il suo sviluppo, soprattutto in Italia.
Nel 1548, il maggiordomo di casa di Cosimo de' Medici, il granduca di Toscana, scrisse al segretario privato dei Medici informandolo che il cesto di pomodori inviato dalla tenuta fiorentina del granduca a Torre del Gallo "era arrivato sano e salvo". Sin dal loro arrivo in Italia, i pomodori vennero coltivati principalmente come piante ornamentali. Ad esempio, l'aristocratico fiorentino Giovanvettorio Soderini scrisse che "erano da ricercarsi solo per la loro bellezza" e venivano coltivate solo nei giardini o nelle aiuole. La capacità del pomodoro di mutare e di creare varietà nuove e diverse ha contribuito al suo successo e alla sua diffusione in tutta Italia. Tuttavia, nelle zone in cui il clima favoriva la coltivazione dei pomodori, la loro abitudine di crescere vicino al terreno suggeriva uno basso status. Non vennero adottati come alimento base dalla popolazione contadina perché non erano sazianti come altre colture. Inoltre, sia le varietà tossiche che quelle non commestibili scoraggiavano molte persone dal tentare di consumare o preparare altre varietà. In alcune zone d'Italia, come Firenze, il frutto veniva utilizzato esclusivamente come decorazione da tavola, fino a quando non venne incorporato nella cucina locale alla fine del XVII o all'inizio del XVIII secolo. Il primo libro di cucina scoperto con ricette a base di pomodoro fu pubblicato a Napoli nel 1692, anche se l'autore aveva apparentemente ottenuto queste ricette da fonti spagnole.
Scarsissima è, inoltre, la documentazione relativa all'uso alimentare: le prime sporadiche segnalazioni di impiego del suo frutto come alimento commestibile simile alla melanzana, fresco o spremuto e bollito per farne un sugo, si registrano in varie regioni dell'Europa meridionale del XVII secolo. Antonio Latini, nel suo Lo scalco alla moderna del 1692, descrive la ricetta della «salsa di pomodoro alla spagnuola» diffusa nella cucina napoletana. Soltanto alla fine del Settecento la coltivazione a scopo alimentare del pomodoro conobbe un forte impulso in Europa. Nel 1762 ne furono definite le tecniche di conservazione in seguito agli studi di Lazzaro Spallanzani, che, per primo, notò come gli estratti fatti bollire e posti in contenitori chiusi non si alterassero. In seguito, nel 1809, un cuoco parigino, Nicolas Appert, pubblicò l'opera L'art de conserver les substances alimentaires d'origine animale et végétale pour pleusieurs années, dove fra gli altri alimenti era citato anche il pomodoro.

## Tassonomia
La prima classificazione botanica fu a cura di Linneo nel 1753 come Solanum lycopersicum (lyco-persicum deriva dal greco λύκος e πϵρσικός, letteralmente pesca dei lupi).
Nel 1768, tuttavia, Philip Miller cambiò il nome, sostenendo che le differenze dalle altre piante del genere Solanum, quali patata e melanzana, erano sostanziali, tali da giustificare la creazione di un nuovo genere: da qui il nuovo nome scientifico di Lycopersicon esculentum. Questo nome ebbe notevole successo, sebbene fosse contrario alle regole di nomenclatura vegetale, secondo cui, se si sposta la specie in un nuovo genere, non deve essere cambiato l'epiteto specifico (lycopersicum), ma solo il nome del genere: Hermann Karsten corresse l'errore nel 1881 e pubblicò il nome formalmente corretto Lycopersicon lycopersicum.
La controversia sul nome scientifico del pomodoro non è tuttavia finita. Innanzitutto, il nome di Miller era fino a poco fa il più usato, nonostante l'errore indicato prima. Poi, le moderne tecniche di biologia molecolare hanno permesso di creare precisi alberi filogenetici che hanno indicato come il pomodoro in realtà faccia parte veramente del genere Solanum, dando sostanzialmente ragione a Linneo. Il nome ufficiale è oggi quindi Solanum lycopersicum, sebbene il nome di Miller rimanga ancora in uso in molte pubblicazioni.

## Coltivazione

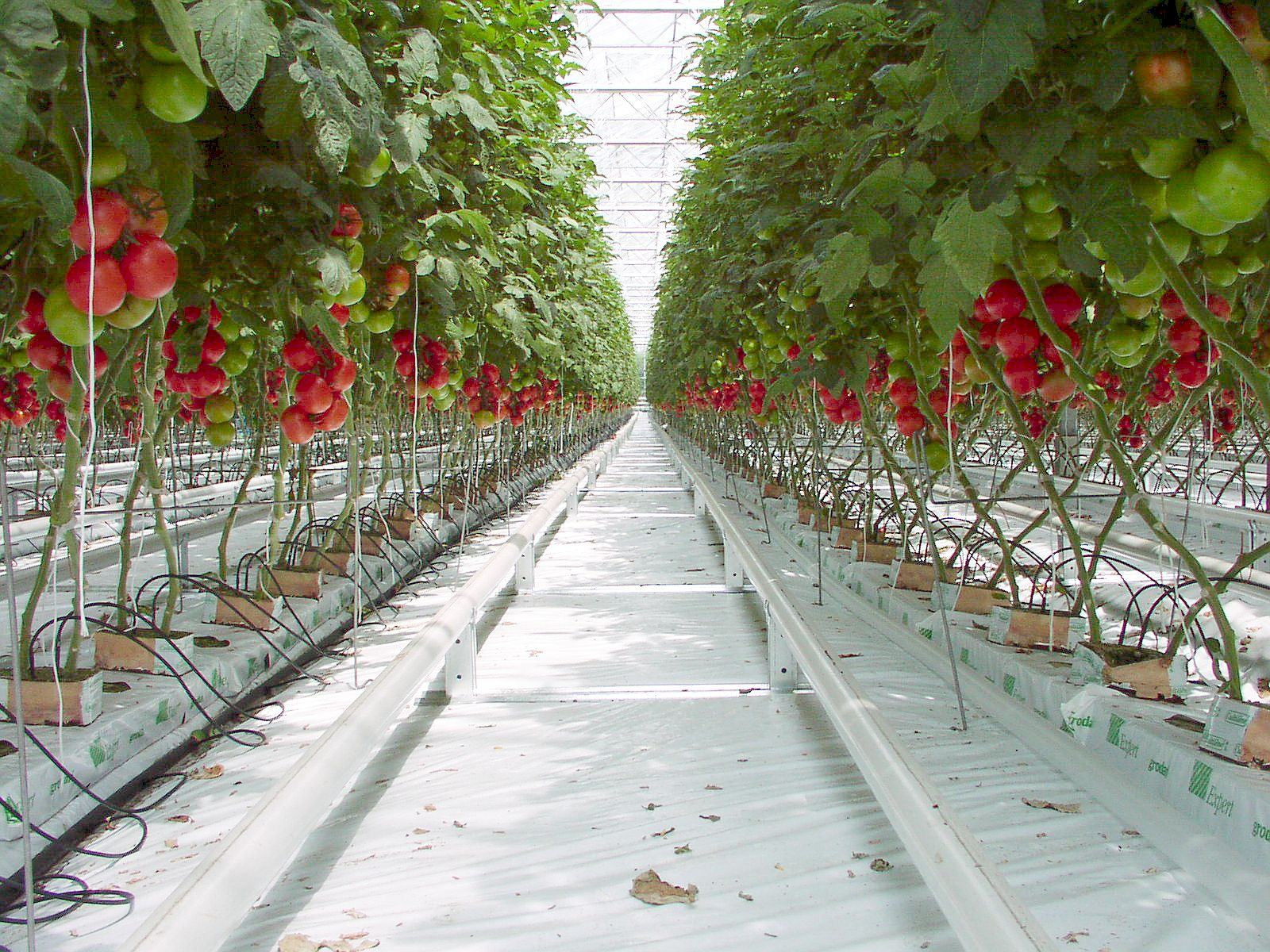
Coltivazione idroponica di pomodori

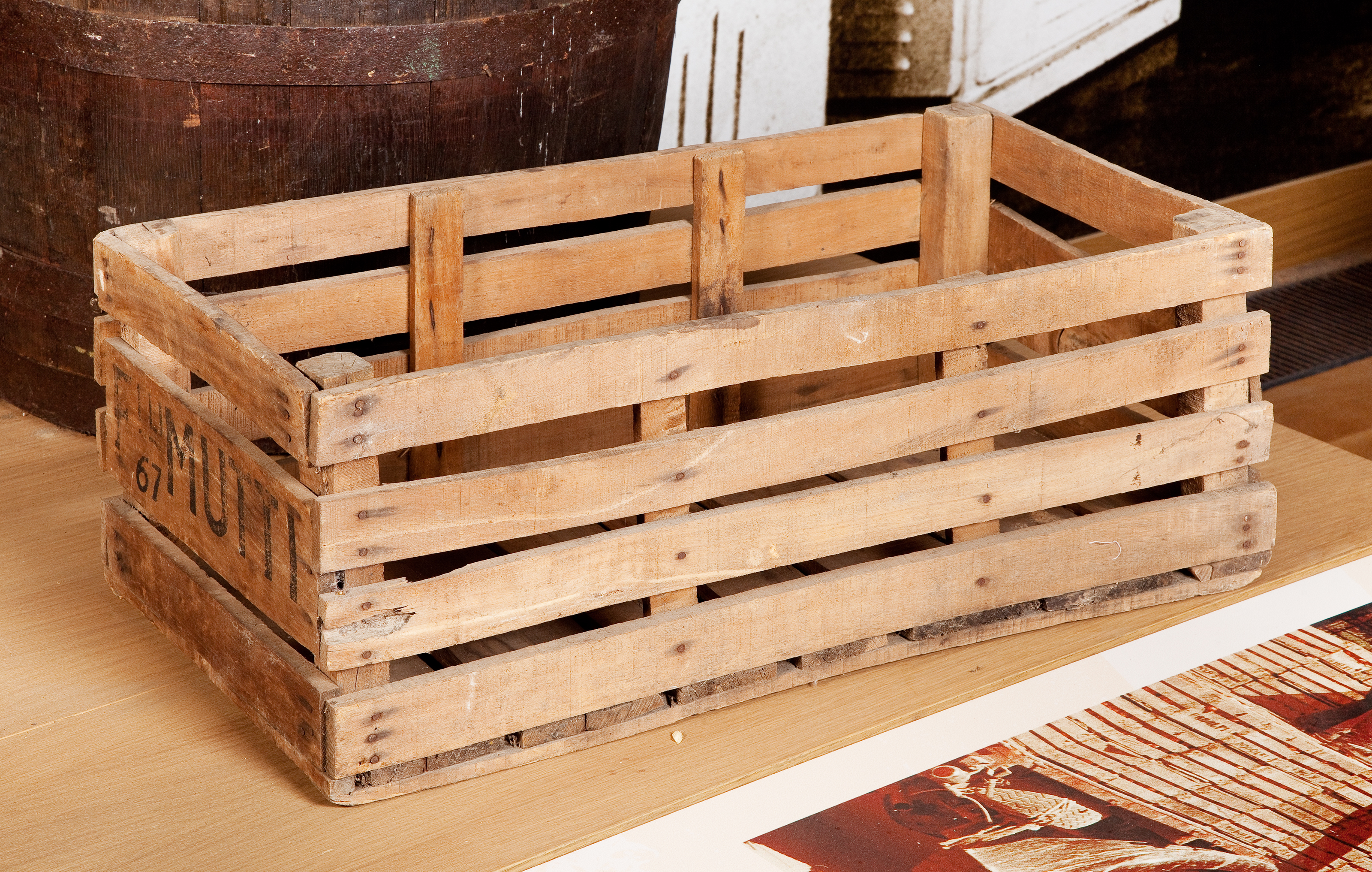
Cassetta per la raccolta dei pomodori

Nelle zone temperate, la pianta del pomodoro non sopravvive al clima invernale ed è quindi coltivata come annuale.
Per i pomodori da tavola si preferisce la semina in semenzaio, con successivo trapianto sul terreno.
In generale la pianta ha andamento strisciante. Nei climi mediterranei, come molte colture orticole di origine esotica, il pomodoro può soffrire gli effetti dell'accumulo di umidità, dei parassiti, e di diverse fitopatologie. Per questo la coltivazione a terra può causare deterioramento delle bacche e della pianta in generale ed è necessaria normalmente l'installazione di sostegni. Alcune varietà, più basse e robuste, non hanno tuttavia bisogno di essere sostenute, e i frutti più robusti non sono danneggiati dal contatto con il suolo; naturalmente tali frutti (a buccia dura), non sono adatti per il consumo fresco, ma sono ottimi per la produzione di derivati. I frutti maturi possono piegare i rami portandosi a contatto con il terreno, fattore che ne velocizza il deterioramento. È quindi consigliabile posizionare uno strato di paglia o di materiale isolante alla base delle piante.
I pomodori gradiscono esposizione piuttosto assolata, anche se nelle ore più calde questo può causare sofferenza sia alla pianta che ai frutti; per alcune varietà con clima molto soleggiato è consigliabile un leggero ombreggiamento. Il terreno deve essere ben fertilizzato; moderata ma regolare irrigazione.
Come è ovvio, per un frutto composto in gran parte da acqua, la natura del suolo e dell'acqua di irrigazione influisce in modo sensibile circa la qualità del frutto stesso; la temperatura dell'acqua di irrigazione non deve mai essere molto diversa dalla temperatura ambiente per evitare shock termici. Per questo motivo si consiglia l'irrigazione alla mattina, o al tramonto.
Per aumentare la produttività ed evitare che l'eccessivo sviluppo della parte verde sottragga risorse alla pianta, le varietà indeterminate vanno sottoposte alla "sfemminellatura" o "scacchiatura", che consiste nell'eliminazione dei germogli cosiddetti "ascellari". Questi sono riconoscibili perché nascono alla base di una ramificazione già esistente e danno luogo allo sdoppiamento del fusto della pianta. Nella coltivazione vengono usualmente eliminati con le dita non appena si presentano. Se lasciati crescere tuttavia anche questi producono fiori e frutti, al pari del corpo principale della pianta.
La raccolta è fatta prevalentemente a mano. Molte qualità di pomodoro, quando giungono a maturazione, modificano la base del picciolo, che diventa fragile; il distacco della bacca risulta quindi molto agevole. Alcune varietà industriali sono selezionate per la raccolta meccanizzata, con accentuata caratteristica di distacco della bacca e buccia particolarmente robusta; all'estirpazione della pianta e al suo scuotimento i frutti cadono senza danneggiarsi al suolo, dove sono raccolti.
Spesso le varietà adatte alla raccolta meccanizzata sono a sviluppo determinato, ossia, una volta raggiunto un certo iniziale grado di produzione dei frutti esse smettono di svilupparsi; in tal modo la cessata produzione di altri fiori ed altri frutti in varie fasi di maturazione, permette la quasi completa raccolta in un'unica soluzione dei frutti presenti.
In condizioni normali invece la pianta è a sviluppo indeterminato; ciò deriva dal fatto che naturalmente la pianta tende ad avere uno sviluppo pluriennale e quindi continua, in clima sufficientemente caldo, a produrre fiori e frutti in diverse fasi di sviluppo.

## Produzione
| Nazione                                           | Produzione (tonnellate) |
| ------------------------------------------------- | ----------------------- |
| Cina                                              | 61.523.462              |
| India                                             | 19.377.000              |
| Stati Uniti                                       | 12.612.139              |
| Turchia                                           | 12.150.000              |
| Egitto                                            | 6.624.733               |
| Iran                                              | 6.577.109               |
| Italia                                            | 5.798.103               |
| Spagna                                            | 4.768.595               |
| Messico                                           | 4.559.375               |
| Brasile                                           | 4.110.242               |
| Totale mondiale                                   | 182.256.460             |
| Fonte: UN Food and Agriculture Organization (FAO) |                         |

## Varietà

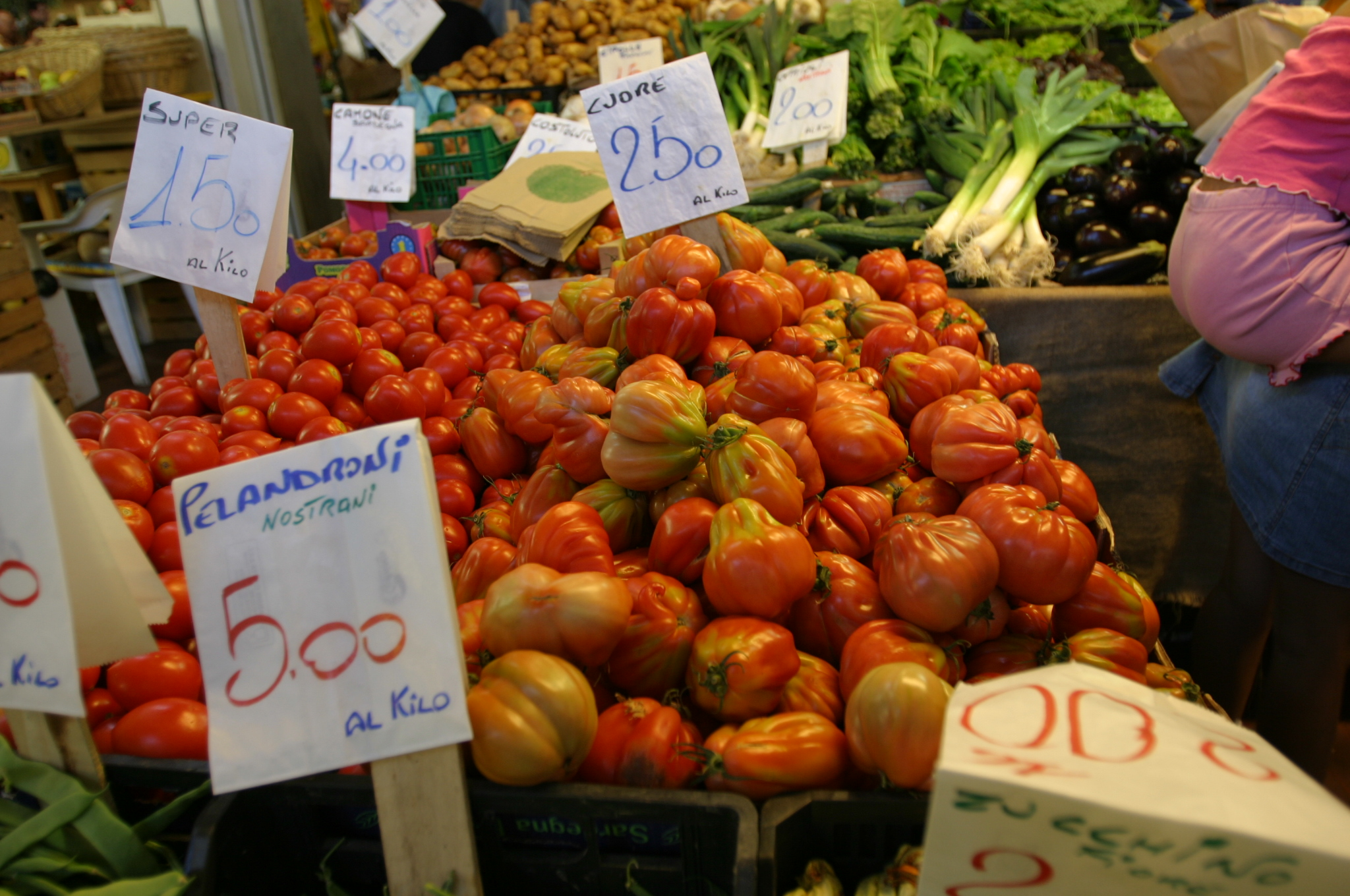
Varietà di pomodori in vendita

Nonostante le cultivar rosse siano più diffuse in commercio, le bacche del pomodoro possono assumere colorazioni differenti.
Si va dalle cultivar di colore bianco (white queen, white tomesol) a quelle di colore giallo (douce de Picardie, wendy, lemon), rosa (thai pink), arancioni (moonglow), verdi anche a maturazione (green zebra), e persino nere violacee (nero di Crimea, purple perfect). Alcune varietà scure sono state appositamente selezionate, con tecniche tradizionali (ma anche OGM), per ottenere una pigmentazione del frutto da antocianine (pomodoro nero, blu, o viola per usufruire delle proprietà antiossidanti associate a tali pigmenti (nomi commerciali: Indigo Rose, Sunblack, ecc.). In alcune cultivar la buccia è leggermente pelosa, simile alla pelle di una pesca.
Esistono pomodori lunghi (San Marzano), rotondi e molto grossi (cuore di bue o beefsteak), a forma di ciliegia, riuniti in grappoli (reisetomaten), e persino cavi all'interno (tomate à farcir).
Le cultivar di pomodoro sono numerosissime: il catalogo comune dell'Unione Europea riconosce oltre 4500 varietà registrate di Solanum lycopersicum, di cui oltre 600 italiane. Tra queste si ricordano il pomodorino del piennolo del Vesuvio e il pomodoro di San Marzano (entrambi DOP) e il pomodoro di Pachino (IGP).

## Avversità
Le malattie e i parassiti che colpiscono il pomodoro sono numerosi. I parassiti comuni del pomodoro includono la cimice del pomodoro, le cimici marmorate, Manduca quinquemaculata e la sfinge del tabacco, gli afidi, i cavolai, le mosche bianche, Helicoverpa zea, il ragnetto rosso, le lumache, e la dorifora della patata. L'acaro ruggine del pomodoro, Aculops lycopersici, si nutre di foglie e giovani frutti delle piante di pomodoro, causando raggrinzimento e necrosi di foglie, fiori e frutti, e potenzialmente uccidendo la pianta.
Le cultivar di pomodoro variano notevolmente nella loro resistenza alle malattie. Gli ibridi moderni puntano a migliorare la resistenza alle malattie rispetto alle piante tradizionali. Una malattia comune del pomodoro è il virus del mosaico del tabacco. La manipolazione di sigarette e altri prodotti del tabacco infetti può trasmettere il virus alle piante di pomodoro. L'avvizzimento batterico dovuto a Ralstonia solanacearum è un'altra malattia comune che ha un impatto sulla resa.

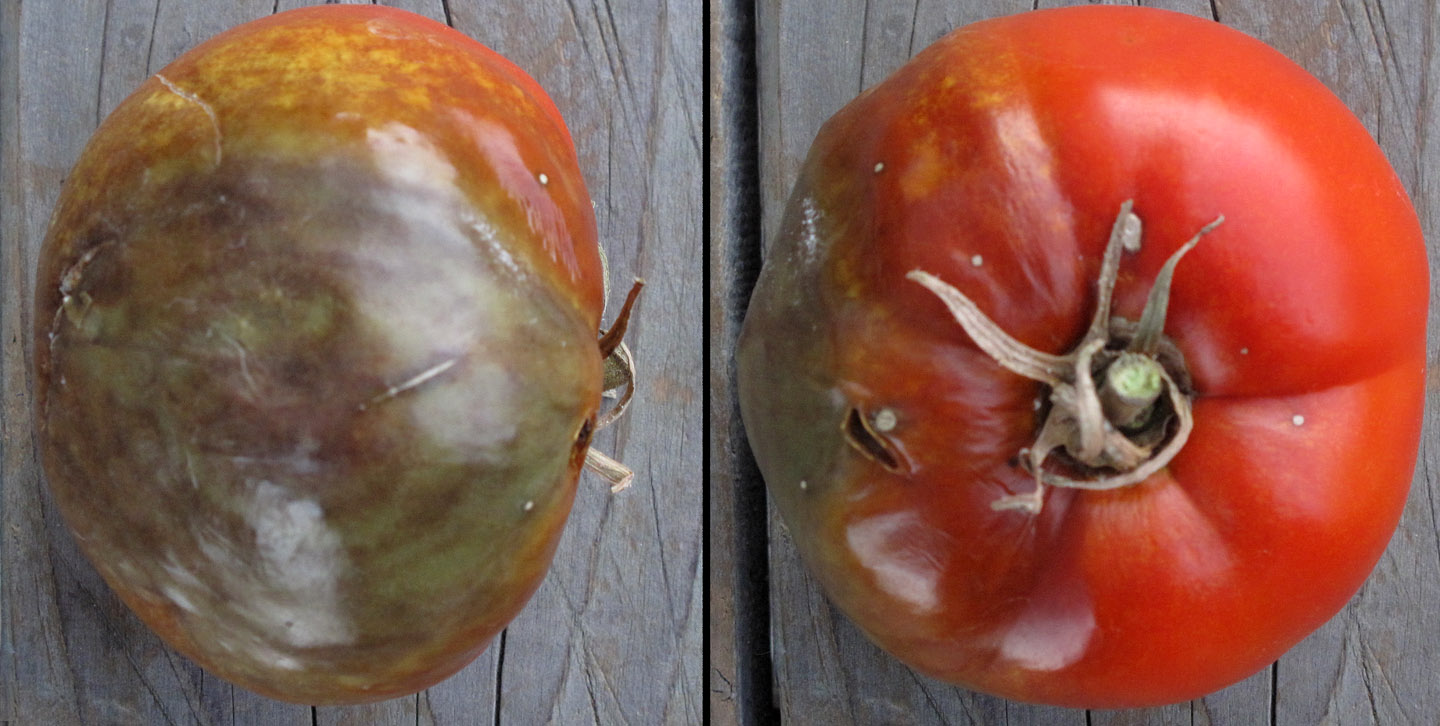
Pomodoro affetto da Phytophthora infestans
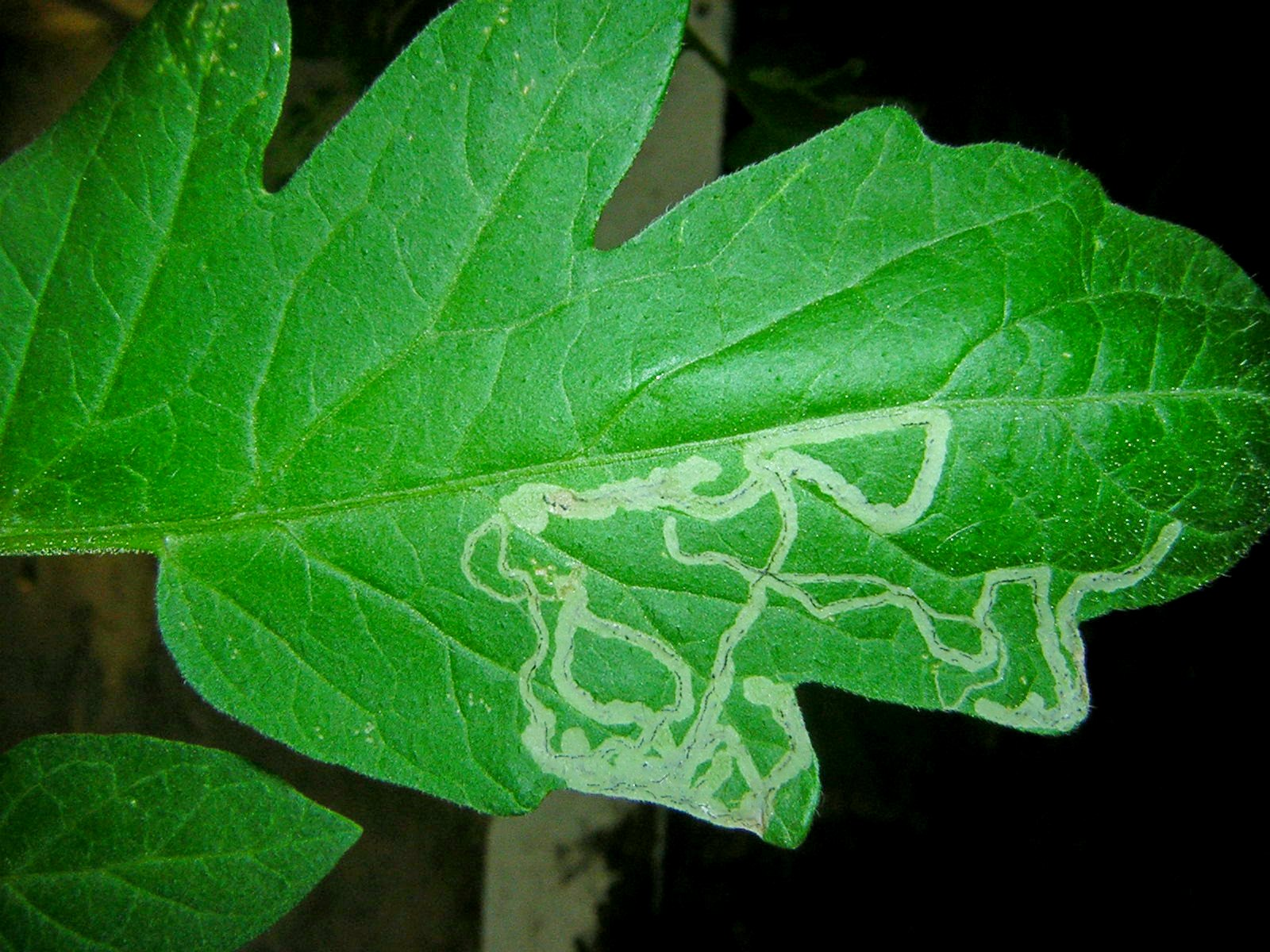
Segni di Agromyzidae su una foglia di pomodoro
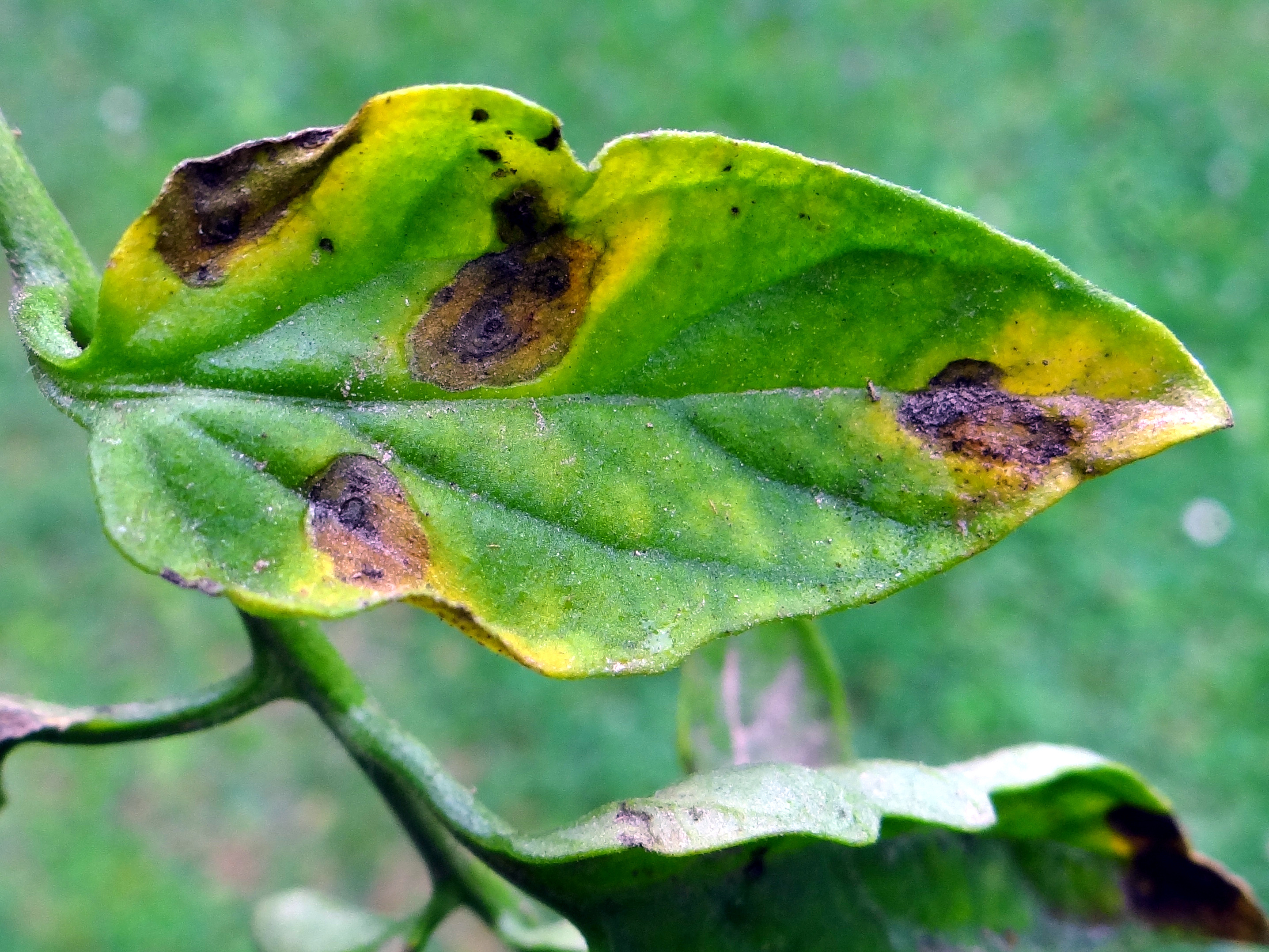
Passalora fulva
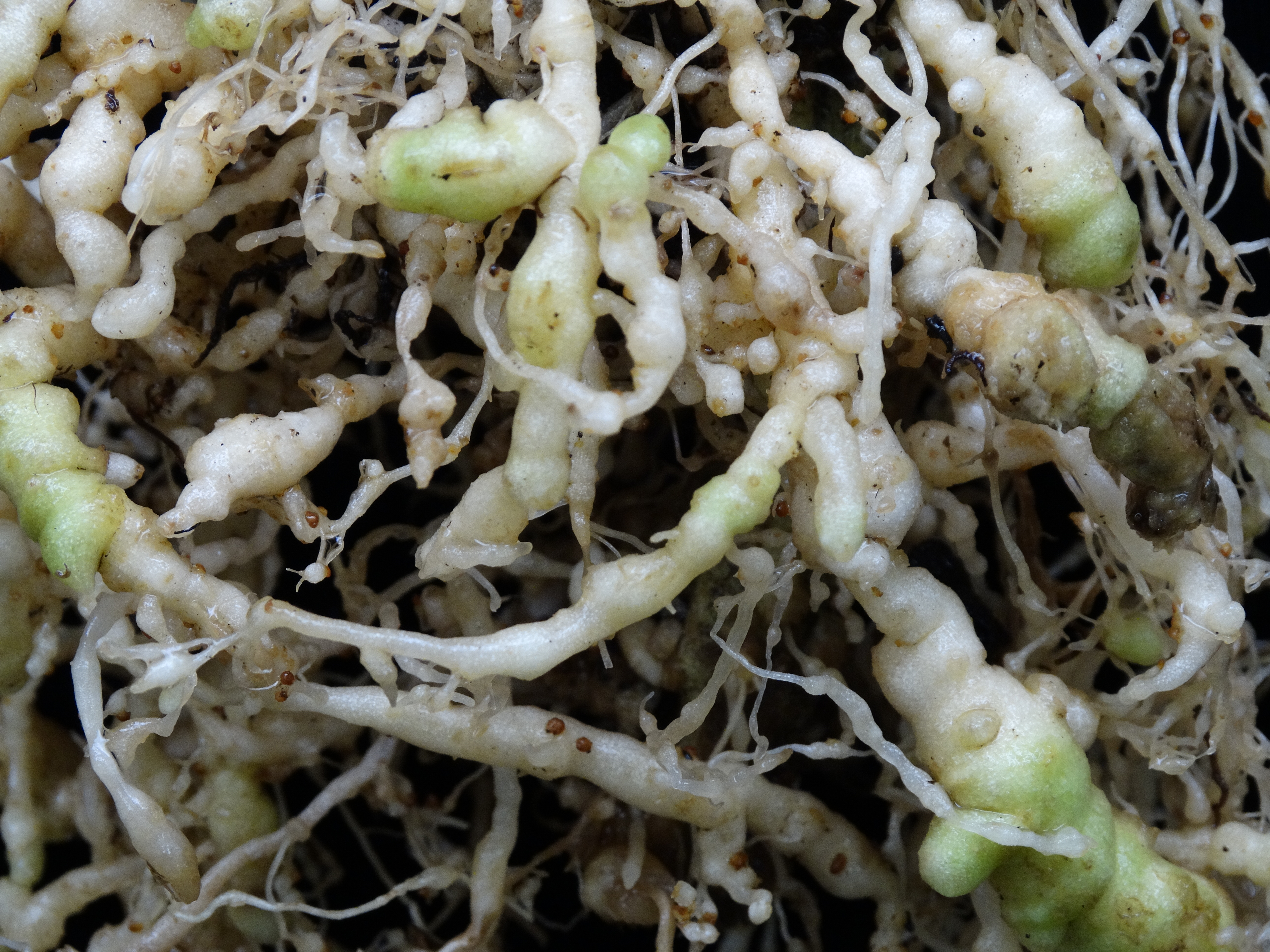
Meloidogyne incognita sulle radici del pomodoro

## Usi

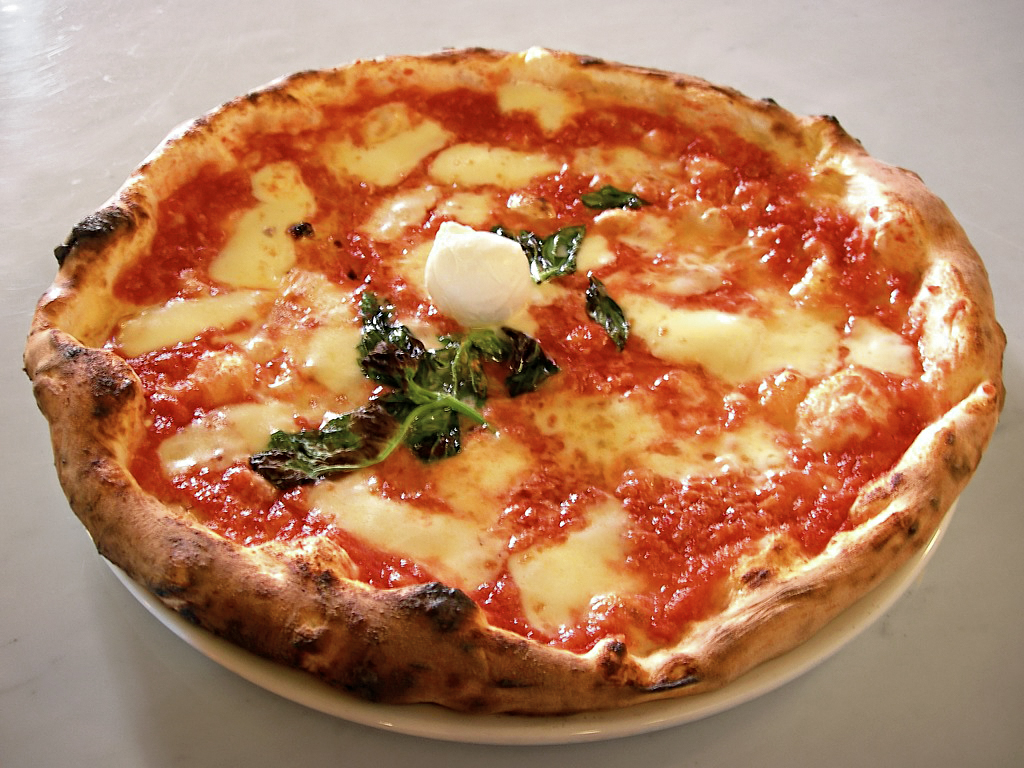
Pizza margherita

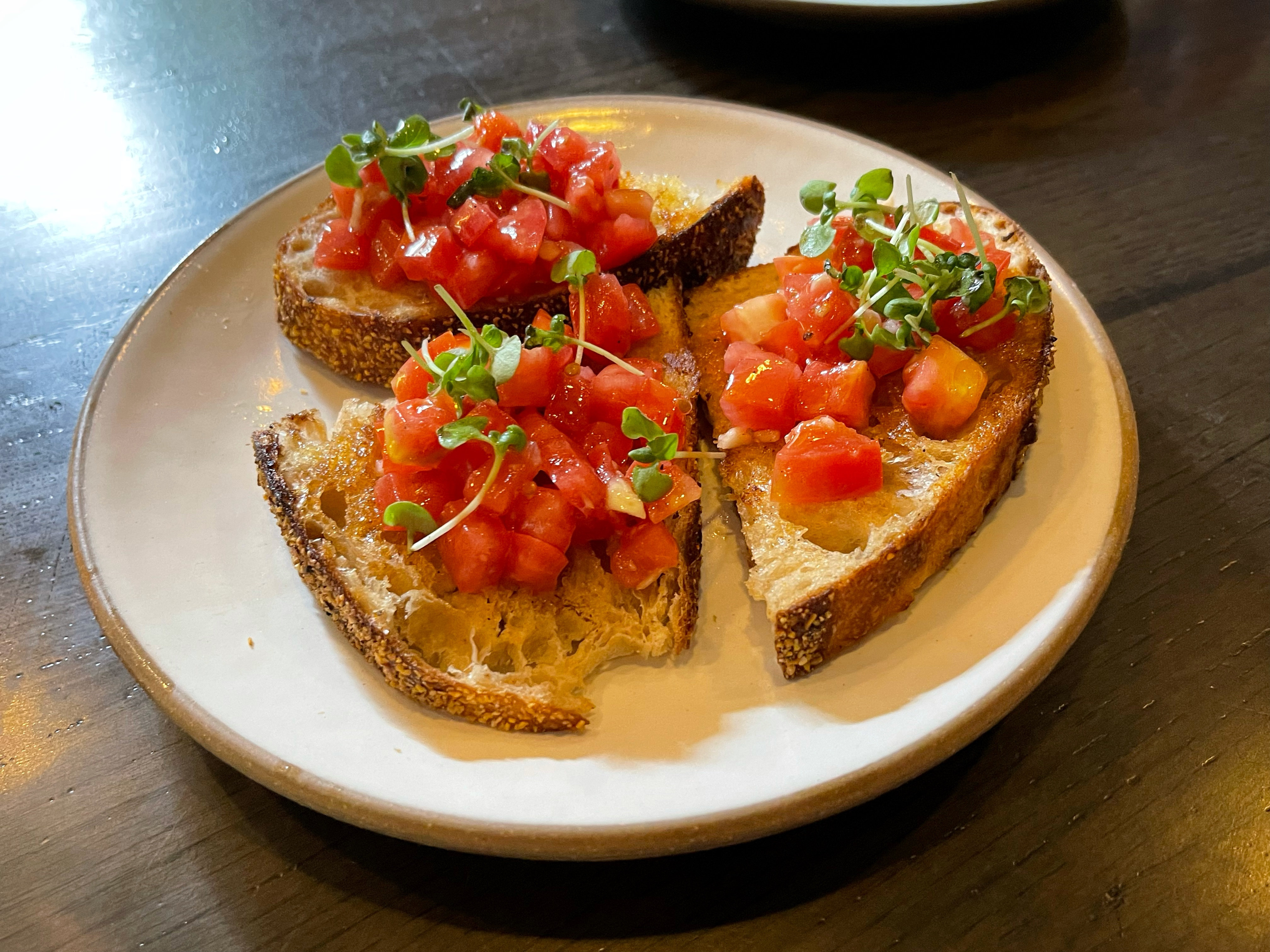
Bruschetta

I pomodori, con il loro sapore umami, sono ampiamente utilizzati nella cucina mediterranea come ingrediente chiave nella pizza e in molti sughi per la pasta. I pomodori sono usati nel gazpacho spagnolo e sono un elemento fondamentale e onnipresente della cucina mediorientale, servito fresco nelle insalate (ad esempio, insalata araba, insalata israeliana, insalata shirazi e insalata turca), grigliato con kebab e altri piatti, trasformato in salse.
I pomodori vennero gradualmente incorporati nei curry indiani dopo che gli europei li introdussero. Il moderno curry tikka masala britannico spesso contiene salsa di pomodoro e panna.

## Proprietà
Tutte le parti verdi della pianta sono tossiche, in quanto contengono solanina, un glicoalcaloide steroidale che non viene eliminato nemmeno per mezzo dei normali processi di cottura; per tale motivo, il fusto e le foglie non vengono utilizzati a scopo alimentare.
Anche il frutto contiene solanine (α-tomatina e deidrotomatina), ma in quantità molto basse: il frutto maturo rosso ne contiene da 0,03 a 2,3 mg/100 gr di peso fresco, il pomodoro giallo-rossastro per insalata ne contiene mediamente 6 mg/100 gr di peso fresco, mentre il pomodoro verde per insalata ne contiene mediamente 9 mg/100 gr di peso fresco. Va precisato che il pomodoro verde per insalata si trova in realtà all'inizio della maturazione e contiene una quantità di solanine assai inferiore al frutto verde completamente immaturo, dove il contenuto di solanine può superare i 50 mg/100 gr di peso fresco.
Il frutto maturo è ricco di principi nutritivi, soprattutto di potassio, fosforo, vitamina C, vitamina K e folati. Il colore rosso dei pomodori è dovuto ad un antiossidante, il licopene, la cui azione è adiuvata da altri due antiossidanti ossia luteina e zeaxantina. Seppure a basso contenuto calorico, è comunemente utilizzato a scopi alimentari, in insalata o come ingrediente nella preparazione di salse e piatti cotti, come la pizza. Il succo o il centrifugato di pomodoro, assunti come bevanda rendono disponibile all'organismo una quantità significativa di licopene, un antiossidante che si ritiene possa svolgere una certa funzione protettiva rispetto al rischio di tumori alla prostata. Il succo di pomodoro costituisce anche, con l'aggiunta di vodka, tabasco, limone, sale e pepe, la base di un cocktail Bloody Mary, solitamente servito come aperitivo (viene talora chiamata Virgin Mary la versione analcolica dello stesso cocktail, che si riduce a succo di pomodoro condito come sopra).

### Valori nutrizionali
|             | Per 100 g di frutto |
| ----------- | ------------------- |
| Energia     | 31 kCal             |
| Proteine    | 0,83 g              |
| Carboidrati | 5,51 g              |
| Grassi      | 0,63 g              |

### Aspetti medici
Per la presenza di diverse proteine allergizzanti (Lyc e 1; Lyc e 2; 2Apoligalatturonasi; alfa-fructofuranosidasi; superossido dismutasi; pectinesterasi; chitinosi), il pomodoro può essere causa di allergia alimentare anche grave. Sono anche segnalate dermatiti da contatto al pomodoro oltre a orticaria ed angioedema, insieme a fenomeni di anafilassi.
Il fusto, le foglie e i frutti delle piante di pomodoro contengono tomatina, una sostanza che secondo una ricerca ha effetti positivi sulla salute.

## Riferimenti nella cultura
Nella località spagnola di Buñol si svolge annualmente la Tomatina, manifestazione con una battaglia di pomodori cui partecipano residenti e turisti.
A volte durante le proteste pubbliche vengono lanciati pomodori. Abbracciandolo per questa connotazione, il partito socialista olandese adottò il pomodoro come suo logo.